# Halle Berry
Halle Maria Berry (rođena 14. kolovoza 1966.) američka je filmska glumica. Berry je osvojila nagrade Emmy i Zlatni globus te je osvojila Oscara 2002. godine za ulogu Leticije Musgrove u filmu Monster's Ball. Trenutačno je jedina žena afroameričkog podrijetla koja je osvojila nagradu Oscar u kategoriji najbolje glumice.
Berry je jedna od najbolje plaćenih glumica u Hollywoodu, zaradivši 14 milijuna dolara za film Gothika te istu svotu za film Žena mačka. U srpnju 2007. dostigla je vrh popisa bogatih četrdesetogodišnjih poznatih žena magazina In Touch.

## Životopis

### Rani život i karijera
Kći je engleskinje Judith Ann Hawkins iz Liverpoola i Jeromea Jessea Berryja, afroamerikanca. Berryjina baka (s majčine strane), Nellie Dicken, rođena je u Sawleyju, Derbyshire, Engleska, dok je njen djed (s majčine strane), Earl Ellsworth Hawkins (Amerikanac) rođen u Ohiju. Berryjini roditelji razveli su se kada je imala 4 godine te ju je nakon toga odgajala samo njena majka, koja je radila kao medicinska sestra na pshijatriji. Njen je otac radio kao kurir na istom odjelu kao njena majka, a poslije je radio kao vozač autobusa. Berry ima dvije starije sestre, Heidi, rođenu dvije godine prije Halle, i Renee.
Berry je kao učenica u srednjoj školi u Bedfordu bila veoma popularna te je bila navijačica, počasna članica društva, urednica školskih novina, predsjednica razreda i kraljica maturalne večeri. Radila je u dječjem odjelu robne kuće Higbee. Kasnije je nastavila sa školovanjem na Cuyahoga Community koledžu.
Prije početka glumačke karijere prisustvovala je brojnim natjecanjima ljepote, odnijevši titulu Miss Ohio USA i Miss Teen All-American. Ostali izbori u kojima je prisustvovala uključuju Miss USA (prva pratilja 1986.) te šesto mjesto za titulu Miss svijeta 1986. godine. Na izboru za Miss USA, u zadanom intervjuu, izjavila je kako bi željela raditi kao zabavljač, ili nešto što ima veze s medijima ili novinama. Njen odgovor dobio je najviši broj bodova od strane sudaca.
1989. godine tijekom snimanja televizijske serije Living Dolls, Berry je pala u komu i dijagnosticiran joj dijabetes mellitus tipa 1.

### Hollywoodska karijera
1980-ih godina, odlazi u Chicago kako bi nastavila s manekenskom karijerom, kao i s glumačkom. Jedan od njenih prvih glumačkih angažmana bio je u televizijskoj seriji Chicago Force. 1992. godine, Berry je nastupila u pjesmi "Honey Love" R. Kellyja. Poslije se prijavila na audiciju televizijske serije Charliejevi anđeli, producenta Aarona Spellinga. Ostavila je snažan dojam na Spellinga te ju je ovaj ohrabrio da nastavi s glumačkom karijerom.
1989. godine Berry je tumačila ulogu Emily Franklin u televizijskoj seriji Living Dolls. Njena uloga kojom se probila u svijet glume bila je u filmu Prašumska groznica Spikea Leeja, u kojem je glumila ovisnicu Vivian. Njena prva sporedna uloga bila je u filmu Strictly Business 1991. godine. 1992. godine Berry je tumačila poslovnu ženu koja pati za Eddiejem Murphyjem u romantičnoj komediji Bumerang. Iste godine primila je veliku pažnju tumačeći ulogu uporne višerasne ropkinje u televizijskoj adaptaciji knjige Kraljica Alexa Haleyja. Berry je također tumačila ulogu tajnice u filmu Obitelj Kremenko.
Tumačeći ulogu ovisnice koja se bori za skrbništvo nad svojim sinom u filmu Isaiahova sudbina (1995.), Berry je pokazala kako može oboriti ozbiljnije uloge. Tumačila je ulogu Sandre Beecher u filmu Utrka sa suncem (1996.), temeljenom na istinitom događaju, te igrala sporednu ulogu uz Kurta Russella u filmu Konačna odluka. U filmu Bullworth Berry je primila pozitivne kritike na njenu ulogu inteligentne žene, odgojene od aktivista koja političaru Warrenu Beattyju daje u najam novi život, i ulogu pjevačice Zole Taylor, jedne od tri žene pop pjevača Frankieja Lymona u filmu Zašto se budale zaljubljuju (1998.).
1999. godine u filmu Predstavljamo Dorothy Dandridge Berry je tumačila istinitu ulogu prve crnkinje koja je nominirana za Oscara u kategoriji najbolje glumice. Berryjina izvedba uloge u ovome filmu priznata je s nekoliko nagrada uključujući Emmy i Zlatni globus (bila je jedan od producenata ovog projekta).  
U filmskoj adaptaciji popularne serije stripova X-Men, Berry je tumačila ulogu mutantice Storm (2000.), kao i u njegovim uspješnim nastavcima X-Men 2 (2003.) i X-Men: Posljednja fronta (2006.). Kasne 2001. godine, Berry tumači ulogu Leticije Musgrove, žene pogubljenog ubojice, u filmu Monster's Ball. Njena izveda nagrađena je nagradama Nacionalnog ureda za kritiku i Ceha filmskih glumaca. Uloga joj je donijela i nagradu Oscar, čime je postala jedina Afroamerikanka u povijesti koja je dobila ovu prestižnu nagradu.
Kao Bondova djevojka Jinx (2002.) u hitu Umri drugi dan, ponovila je poznatu scenu iz filma Dr. No izlaženjem iz mora kako bi je zatim pozdravio James Bond, kao što je to prije 40 godina učinila Ursula Andress. Kasne 2003. godine Berry je nastupila u psihološkom trileru Gothika uz Roberta Downeyja Jr. Njena sljedeća vodeća uloga slijedila je u filmu Žena mačka, za koju je nagrađena Zlatnom malinom za najgoru glumicu 2005. godine, koju je primila osobno sa smislom za humor i izjavom: "Kako biste bili na samom vrhu, morate osjetiti samo dno".
Berry se poslije pojavila u filmskoj adaptaciji novele Zore Neale Hurston, Their Eyes Were Watching God, čija je producentica bila Oprah Winfrey. Berry je tumačila lik Janie Crawford, slobodnoumnu ženu, rušiteljicu ikona, čije su nekonvencionalni običaji prema vezama uznemirili njene suvremenike 1920-ih godina u njenoj maloj zajednici. U međuvremenu, posudila je glas liku Cappy, jednom od brojnih mehaničkih bića u animiranom filmu Roboti (2005.). Sudjelovala je u trileru Savršeni stranac s Bruceom Willisom i filmu Things We Lost in the Fire s Beniciom del Torom. Berry će glumiti u novom filmu Class Act, temeljenom na istinitoj priči, i Tulia, u kojem će ponovo nastupiti s Billyjem Bobom Thortonom, kolegom iz filma Monster's Ball.
Berry je započela s prelaskom u producentske vode filma i televizije. Radi s autoricom Angelom Nissel radi izvršnog produciranja humoristične serije temeljene na Nisselinim memoarima, The Broke Diaries i Mixed: My Life in Black and White. Berry je nekoliko godina služila kao promotivno lice Revlon kozmetike te je nedavno prozvana promotivnim licem Versacea.

### Osobni život
Berry se udavala dvaput. Njen prvi brak 1992. godine za profesionalnog bejzbolaša Davida Justicea završio je razvodom 1996. godine. Justice je igrao za tim Atlanta Braves i iskusio veliku slavu kako se tim uzdizao tijekom ranih 1990-ih. Paru je bilo teško održavati vezu dok je on igrao bejzbol, a ona snimala filmove. Berry je javno izjavila kako je nakon razvoda s Justiceom bila toliko očajna da je htjela počiniti samoubojstvo.
Njen brak 2001. godine za glazbenika Erica Benéta završio je prekidom 2004. godine i razvodom 2005. godine. 2004. godine, nakon prekida, Berry je izjavila: "Željna sam ljubavi, i nadam se da ću je jednom i pronaći". Tijekom braka s Benétom, Berry je željela posvojiti Ericovu kćer Indiu. Doduše, proces nikada nije bio dovršen.
Od studenog 2005. Berry je u vezi sa supermodelom Gabrielom Aubryjem, koji je devet godina mlađi od nje. Par se upoznao na Versaceovu snimanju. Nakon šest mjeseci s Aubryjem, izjavila je: "Veoma sam sretna u privatnom životu, što je za mene potpuna novost. Znate da nisam cura koja je imala sreće u vezama".
Berry je za magazin Extra izjavila kako planira posvojiti dijete. "Posvojit ću ako ne budem mogla prirodno začeti", rekla je. "Sigurno ću posvojiti. Čak i ako začnem prirodno, posvojit ću". Poslije je izjavila "Ne želim ponovo ulaziti u brak. Moglo bi se reći da imam loš ukus kad su u pitanju muškarci. No više ne osjećam potrebu da budem nečija žena. Nemam potrebu da budem priznata jer sam u braku".

### Rasna samoidentifikacija
Berry je izjavila kako je način na koji ljudi reagiraju na nju često rezultat neznanja. Na njenu samoidentifikaciju utjecala je njena majka. Izjavila je, citirajući svoju majku, kako je naučena da ne diskriminira druge ljude, jer svi smo dio iste rase - ljudske rase.

### Kontroverze
U veljači 2000. godine Berry je uzrokovala prometnu nesreću nakon što je udarila vozilo prošavši kroz crveno svjetlo na semaforu, a potom je napustila mjesto nesreće prije dolaska policije. Berry, koja je zadobila ozljedu glave, izjavila je kako se ne sjeća nesreće, ne pruživši nikakvu obranu na prekršajnu optužbu. Platila je novčanu kaznu, pružila naknadu oštećenom vozaču, odslužila rad u zajednici te je dobila trogodišnju nadziranu uvjetnu kaznu.

## Filmografija
- Prašumska goznica (1991.)
- Strictly Business (1991.)
- Prljavi igraju prljavo 1991.)
- Bumerang (1992.)
- Father Hood (1993.)
- Program (1993.)
- Obitelj Kremenko (1994.)
- Isaiahova sudbina (1995.)
- Konačna odluka (1996.)
- Utrka sa suncem (1996.)
- Bogataševa žena (1996.)
- B*A*P*S (1997.)
- Bulworth (1998.)
- Zašto se budale zaljubljuju (1998.)
- Predstavljamo Dorothy Dandridge (1999.)
- X-Men (2000.)
- Operacija Swordfish (2001.)
- Monster's Ball (2001.)
- Umri drugi dan (Die Another Day - 2002.)
- X2 (2003.)
- Gothika (2003.)
- Catwoman (2004.)
- Roboti (2005.)
- X-Men: Posljednja fronta (2006.)
- Savršeni stranac (2007.)
- Things We Lost in the Fire

## Vanjske poveznice
- Halle Berry u internetskoj bazi filmova IMDb-u (engl.)